# 31885 Greggweger
31885 Greggweger è un asteroide della fascia principale. Scoperto nel 2000, presenta un'orbita caratterizzata da un semiasse maggiore pari a 2,4341659 UA e da un'eccentricità di 0,1474206, inclinata di 2,42458° rispetto all'eclittica.